# Bundelkhandia cavernicola
Bundelkhandia cavernicola is een hooiwagen uit de familie Assamiidae. De wetenschappelijke naam van Bundelkhandia cavernicola gaat terug op Turk.